# Варавиль
Варави́ль (фр. Varaville) — коммуна во Франции, находится в регионе Нижняя Нормандия. Департамент коммуны — Кальвадос. Входит в состав кантона Кабур. Округ коммуны — Кан.
Код INSEE коммуны — 14724.

## Население
Население коммуны на 2010 год составляло 888 человек.
| 1962 | 1968 | 1975 | 1982 | 1990 | 1999 | 2010 |
| ---- | ---- | ---- | ---- | ---- | ---- | ---- |
| 461  | 511  | 595  | 729  | 826  | 815  | 888  |

## Экономика
В 2010 году среди 551 человека трудоспособного возраста (15—64 лет) 376 были экономически активными, 175 — неактивными (показатель активности — 68,2 %, в 1999 году было 68,4 %). Из 376 активных жителей работали 354 человека (179 мужчин и 175 женщин), безработных было 22 (9 мужчин и 13 женщин). Среди 175 неактивных 38 человек были учениками или студентами, 91 — пенсионерами, 46 были неактивными по другим причинам.